# Ак-Булун (Ак-Суйский район)
Ак-Булун (кирг. Ак-Булуң) — село в Ак-Суйском районе Иссык-Кульской области Кыргызстана. Административный центр Ак-Булунского аильного округа. Код СОАТЕ — 41702 205 805 01 0.

## Население
По данным переписи 2009 года, в селе проживало 1956 человек.